# Los Angeles Chargers
Los Angeles Chargers este o echipă de fotbal american din zona metropolitană Los Angeles. Chargers concurează în National Football League (NFL) ca membră al Diviziei de Vest a American Football Conference (AFC) și joacă meciurile de pe teren propriu pe SoFi Stadium din Inglewood, California, pe care îl împart cu Los Angeles Rams.
Chargers a fost fondată în Los Angeles în 1959 și a început să joace în 1960 ca membru fondator al American Football League (AFL). Și-au petrecut primul sezon în Los Angeles înainte de a se muta în San Diego în 1961 pentru a deveni San Diego Chargers. Echipa s-a alăturat NFL ca urmare a fuziunii AFL-NFL în 1970. În 2017, Chargers s-a mutat din nou în Los Angeles după 56 de sezoane petrecute în San Diego, la un an după ce Rams s-a mutat din nou în oraș după ce a petrecut 21 de sezoane (1995-2015) în Saint Louis. Echipa a jucat anterior la Los Angeles Memorial Coliseum în timpul primei perioade petrecute în Los Angeles, la Balboa Stadium și San Diego Stadium (cunoscute și sub numele de Jack Murphy Stadium și Qualcomm Stadium) în timp ce se aflau în San Diego, și la Dignity Health Sports Park (denumit anterior StubHub Center) din 2017 până în 2019, pe vremea când SoFi Stadium era în construcție.